# Liwocz
Liwocz este o arie protejată (sit de importanță comunitară — SCI) din Polonia întinsă pe o suprafață de 327,66 ha, integral pe uscat.

## Localizare
Centrul sitului Liwocz este situat la coordonatele 49°48′24″N 21°21′30″E / 49.8068°N 21.3583°E.

## Înființare
Situl Liwocz a fost declarat sit de importanță comunitară în octombrie 2009 pentru a proteja 1 specie de animale.

## Biodiversitate
Situată în ecoregiunea continentală, aria protejată conține 1 habitat natural: Păduri de fag Asperulo-Fagetum.
La baza desemnării sitului se află o specie protejată de  amfibieni: izvoraș-cu-burta-galbenă (Bombina variegata).